# Anthophora niveiventris
Anthophora niveiventris är en biart som först beskrevs av Heinrich Friese 1919. Den ingår i släktet pälsbin och familjen långtungebin. Inga underarter finns listade i Catalogue of Life.

## Beskrivning
Endast honan är beskriven.
Grundfärgen är svart. Ansiktet och tinningarna har vit, relativt lång behåring. Mellankroppen är täckt med en blandning av vita och svarta hår som ger ett grått intryck. På tergit 1 (bakkroppaegmenten på ovansidan kallas så) har den gråvit päls, på tergit 2 en blandning av svarta och vita hår, och på de följande tergiterna svart päls med undantag för tergit 5, som har vithåriga sidor, och i övrigt svartbrun till svart päls. I bakkanterna har tergiterna skarpt avgränsade, vita hårband. Arten är stor, honan blir mellan 16 och 17 mm lång.

## Ekologi och utbredning
Som alla i släktet är arten ett solitärt bi och en skicklig flygare som föredrar torrare klimat. Arten förekommer lokalt i Egypten, där den flyger mellan februari och mars..